# Радомірешть (Бакеу)
Радомірешть, Радомірешті (рум. Radomirești) — село у повіті Бакеу в Румунії. Входить до складу комуни Летя-Веке.
Село розташоване на відстані 244 км на північ від Бухареста, 5 км на південний схід від Бакеу, 81 км на південний захід від Ясс, 148 км на північний захід від Галаца, 145 км на північний схід від Брашова.

## Населення
За даними перепису населення 2002 року у селі проживали 226 осіб, усі — румуни. Усі жителі села рідною мовою назвали румунську.